# Illimani
Illimani nebo také Nevado Illimani je horský masiv v bolivijském pohoří Cordillera Real. S výškou 6439 m n. m. je po Sajamě druhou nejvyšší horou v zemi a devatenáctou nejvyšší v celých Andách. Horský masiv je dlouhý osm kilometrů a jeho vrchol je pokryt ledovci, sněžná čára se nachází ve výšce 4570 m. Illimani je tvořena převážně granodioritem, pochází z období kenozoika.
Nachází se 40 km jižně od největšího města Bolívie La Paz, její charakteristická podoba se čtyřmi vrcholky (Pico del Indio, Pico La Paz, Pico Kuhm a Pico París) tvoří výraznou součást jeho panoramatu a je vyobrazena v městském znaku, hora je také námětem řady literárních a výtvarných děl. Jiří Hanzelka a Miroslav Zikmund popisují první setkání s ní slovy: „Přímo před námi roste do nebe nádherný masiv, jako vytesaný z nejčistšího křišťálu. Nemůže to být nic jiného než Illimani, královna bolivijských Kordiller, jeden z nejspanilejších štítů Jižní Ameriky. Jeho vrcholky jiskří do slunce ve výši 6600 metrů nad mořem přímo nad hlavním městem Bolívie.“.
Domorodí Aymarové ji pokládají za posvátnou. Název znamená v jejich jazyce „kde se rodí slunce“. Podle hory je pojmenován druh motýla Infraphulia illimani a hudební skupina Inti-Illimani.
Prvovýstup na Illimani podnikl 1898 Brit William Martin Conway se dvěma průvodci. Nedaleko vrcholu však našli provaz zanechaný zde domorodci, takže pravděpodobně nebyli prvními lidmi, kteří horu zdolali.
Let Eastern Air Lines 980 narazil 1. ledna 1985 při přistávacím manévru do svahu hory, všech 29 osob na palubě zahynulo.